# جمهورية جورجيا الاشتراكية السوفيتية
جمهورية جورجيا الاشتراكية السوفيتية (الجورجية: საქართველოს საბჭოთა სოციალისტური რესპუბლიკა sakartvelos sabch'ota socialist'uri resp'ublik'a؛ الروسي: Грузинская Советская Социалистическая Республика Gruzinskaya سوفيتسكايا Sotsialisticheskaya ريسبوبليكا) والمعروفة أيضاً باسم الاشتراكية السوفيتية الجورجية، هي واحدة من الجمهوريات التي كانت تشكل الاتحاد السوفيتي السابق؛ وقامت على نفس حدود دولة جورجيا الحالية، وهي دولة موجودة من قبل في منطقة القوقاز التي حصلت على الحكم الذاتي كجمهورية تأسيسية لاتحاد الجمهوريات الاشتراكية السوفيتية بعد أن ضمتها روسيا عام 1810 وعام 1920 من قبل جمهورية روسيا الاتحادية الاشتراكية السوفيتية. في 14 نوفمبر 1990 تغير اسمها إلى جمهورية جورجيا وأصبحت دولة مستقلة قبل تفكك الاتحاد السوفيتي في 9 إبريل 1991، حيث أصبحت كل الجمهوريات السوفيتية السابقة دول ذات سيادة.

## تاريخ

### التأسيس
في 28 نوفمبر عام 1917، وبعد ثورة أكتوبر في روسيا، أُسست مفوضية ترانسقوقازية في تبليسي. في 22 أبريل، شُكلت الجمهورية الفيدرالية الديمقراطية الترانسقوقازية، مع أنها دامت لثلاثة أشهر فقط قبل أن تحل محلها ثلاث دول جديدة: الجمهورية الديمقراطية الجورجية، وجمهورية أرمينيا الأولى، والجمهورية الديمقراطية الأذربيجانية. شهدت الانتخابات البرلمانية لعام 1919 وصول الحزب الديمقراطي الاجتماعي إلى السلطة في جورجيا. حاول الحزب تأسيس نظام يساري معتدل متعدد الأحزاب، لكنه واجه بعض المشاكل الداخلية والخارجية. جُرّت جورجيا إلى حروب ضد أرمينيا وبقايا الإمبراطورية العثمانية، بينما كان الانتشار السريع لأفكار الاشتراكية الثورية سببًا في ثورة بعض الفلاحين المدعومين من الاتحاد السوفيتي في راتشا ومينغريليا ودوشيتي. بلغت الأزمة قمتها في عام 1912. غزا الجيش الأحمر الحادي عشر جورجيا من الجنوب وتوجه إلى تبليسي. سقطت تبليسي في يد البلاشفة في 25 فبراير، أي بعد أسبوع واحد من هجوم الجيش الأحمر. استولى البلاشفة الجورجيون على البلاد وأعلنوا تأسيس الجمهورية الجورجية الاشتراكية السوفيتية. حدثت أيضًا بعض المعارك الصغيرة بين القوات البلشفية والجيش الجورجي في جورجيا الغربية. في شهر مارس من عام 1912، نُفيت حكومة الجمهورية الديمقراطية الجورجية قسرًا. قُبل أول دستور لجورجيا السوفيتية في 2 مارس من السنة التالية. في 13 أكتوبر عام 1912، وُقّعت معاهدة كارس التي وضعت الحدود المشتركة بين تركيا والجمهوريات الترانسقوقازية الثلاث في الاتحاد السوفيتي. أُجبرت الجمهورية الجورجية الاشتراكية السوفيتية على التنازل عن محافظة أرتوين التابعة لجورجيا لصالح تركيا مقابل الحصول على أجاريا، التي مُنحت الاستقلال السياسي داخل الجمهورية الجورجية الاشتراكية السوفيتية تحت الحكم السوفيتي.

### جمهوريات جنوب القوقاز الاشتراكية الفيدرالية السوفيتية
دُمجت الجمهورية الجورجية الاشتراكية السوفيتية في عام 1922م مع الاتحاد السوفيتي. منذ 12 مارس عام 1922م وحتى 5 ديسمبر عام 1936م، كانت جزءًا من الجمهورية الاشتراكية السوفيتية الترانسقوقازية إلى جانب جمهورية أرمينيا الاشتراكية السوفيتية وجمهورية أذربيجان الاشتراكية السوفيتية. قاد المقاطعة خلال هذه الفترة لافينتي بيريا، السكرتير الأول للجنة المركزية الجورجية للحزب الشيوعي في جورجيا. في عام 1936م، حُلت الجمهورية السوفيتية الفيدرالية الاشتراكية الترانسقوقوازية وأصبحت جورجيا جمهورية جورجيا الاشتراكية السوفيتية.
أصبح لافرينتي بيريا رئيسًا للفرع الجورجي للمديرية السياسية المشتركة للدولة (أو جي بّي يو) ونُقل إلى موسكو في عام 1938م.

### التطهير
لم يُقدَّر العدد الدقيق للجورجيين الذين أُعدموا خلال التطهير الكبير، لكن يقول بعض الباحثين إنه يتراوح بين 30,000 إلى 60,000. أُعدم خلال التطهير العديد من المفكرين الجورجيين البارزين مثل ميخائيل جافاخيشفيلي، وإيفغيني ميكيلادز، وفاخت انغ كوتيتشيفيلي، وباولو لاشفيلي، وتيتسيان تابيدز، وديمتري شيفاردناندز، أو أُرسلوا إلى غوغلاغ (معتقل سيبيريا). عانى مسؤولو الحزب أيضًا من عمليات التطهير. عُزل العديد من البلاشفة الجورجيين البارزين من مناصبهم وقُتلوا أمثال ميخائيل كاخياني، وماميا أوراخيلاشفيلي، وسيرغو أوردزونيكيدز، وبودو مديفاني، وميخائيل أوكوجافا، وسامسون ماموليا.

### الحرب العالمية الثانية
كان الوصول إلى حقول النفط القوقازية أحد الأهداف الرئيسية لغزو أدولف هتلر للجمهورية الجورجية الاشتراكية السوفيتية في 14 يونيو عام 1941م، لكن جيوش دول المحور لم تصل إلى جورجيا قط. شاركت البلاد بنحو 700 ألف مقاتل (قُتل منهم 350 ألفًا) في الجيش الأحمر، وكانت مصدرًا أساسيًا للأقمشة والذخيرة. طلب جوزيف ستالين (من أصل جورجي) خلال هذه الفترة ترحيل الشعوب الشيشانية والإنغوشية والكركشية والبلقارية من القوقاز الجنوبية؛ نُقلوا إلى سيبيريا وآسيا الوسطى بتهمة التعاون مع النازيين. ألغى جمهورياتهم المستقلة الخاصة. مُنحت الجمهورية الجورجية الاشتراكية السوفيتية بعض أراضيها لفترة وجيزة حتى عام 1957.

### فترة ما بعد ستالين
بتاريخ 5 مارس عام 1956، قُتل مئات الطلاب الجورجيين عندما تظاهروا ضد سياسة نيكيتا خروتشوف في إزالة الستالينية والتي رافقتها ملاحظة مرتجلة أدلى بها عن الجورجيين في نهاية خطابه المناهض لستالين.
سرعان ما استغل مسؤولو الحزب الشيوعي الجورجي البرنامج اللامركزي الذي طرحه خروتشوف في منتصف خمسينيات القرن العشرين لبناء قاعدة سلطة إقليمية لهم. ظهر اقتصاد رأسمالي زائف موازٍ مزدهر إلى جانب الاقتصاد الرسمي للدولة. في حين كان معدل النمو الرسمي للاقتصاد في جورجيا بين أدنى المعدلات في الاتحاد السوفيتي، كانت مؤشراتها لمستوى المدخرات ومعدل مالكي السيارات والمنازل الأعلى في الاتحاد السوفيتي، ما جعل جورجيا واحدة من الجمهوريات السوفيتية الأنجح اقتصاديًا. كان الفساد على مستوى عالٍ. امتلكت جورجيا أعلى عدد من السكان الحاصلين على تعليم ثانوي عالٍ أو خاص من بين جميع جمهوريات الاتحاد.
مع أن الفساد لم يكن منتشرًا في الاتحاد السوفيتي، فقد أصبح واسع الانتشار وواضحًا في جورجيا لدرجة أنه أصبح مصدر إحراجٍ للسلطات في موسكو. حصل إدوارد شيفاردنادز، وهو وزير داخلية البلاد بين عامي 1964 و1972، على شهرةٍ بوصفه مكافحًا للفساد ودبّر عزل فاسيل مخافانديز، السكرتير الأول الفاسد للحزب الشيوعي الجورجي. حصل شيفاردنادز على منصب السكرتير الأول بمباركة موسكو. كان حاكمًا فعالًا وبارعًا لجورجيا منذ عام 1972 وحتى عام 1985، إذ عمل على تحسين الاقتصاد الرسمي وطرد مئات المسؤولين الفاسدين.
اعتمدت السلطات السوفيتية في سبعينيات القرن العشرين سياسة جديدة في تشكيل «الشعب السوفيتي». قيل إن «الشعب السوفيتي هو مجتمع دولي واجتماعي وتاريخي جديد من الأشخاص الذين يمتلكون أرضًا مشتركة، واقتصادًا مشتركًا، ومحتوى اشتراكيًا؛ وثقافةً تعكس مميزات قوميات متعددة؛ ودولةً فيدرالية؛ وهدفًا أساسيًا مشتركًا هو بناء الشيوعية». كان من المفترض أن تصبح اللغة الروسية هي اللغة المشتركة لهذا المجتمع، مع الأخذ بعين الاعتبار الدور الذي كانت تلعبه اللغة الروسية لدول الاتحاد السوفيتي وقومياته. كان لهذه الفكرة جذور أيديولوجية في الفكر الماركسي عن اضمحلال الأمم. مع ذلك، كان على السلطات السوفيتية في عام 1978 مواجهة معارضة الآلاف من الجورجيين، الذين اجتمعوا في وسط مدينة تبليسي لتنظيم احتجاج كبير بعد أن وافق المسؤولون السوفيت على إلغاء الوضع الدستوري للغة الجورجية باعتبارها لغة الدولة الرسمية في جورجيا. رضوخًا لضغوط احتجاجات الشارع الكبيرة في 14 أبريل عام 1978، وافقت موسكو على إعادة الضمان الدستوري لشيفردنادزه في العام نفسه. حُدد يوم 14 أبريل يومًا للغة الجورجية. في عام 1981، أُقيمت احتفالات كبيرة تخليدًا للعيد السنوي الستين للجمهورية بحدث ضخم أُقيم أمام الرئيس بريجنيف في ساحة الدستور في تبليسي.

## معرض الصور

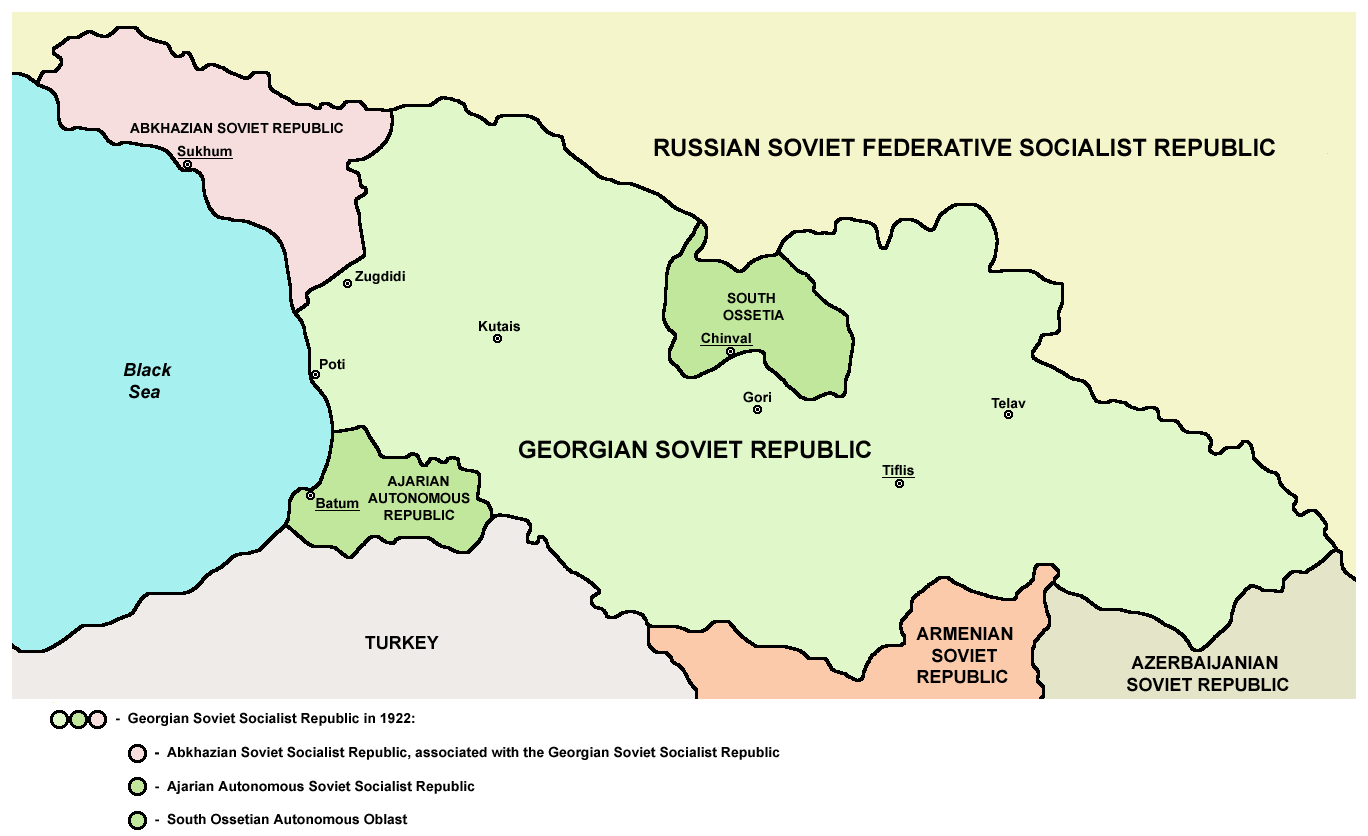
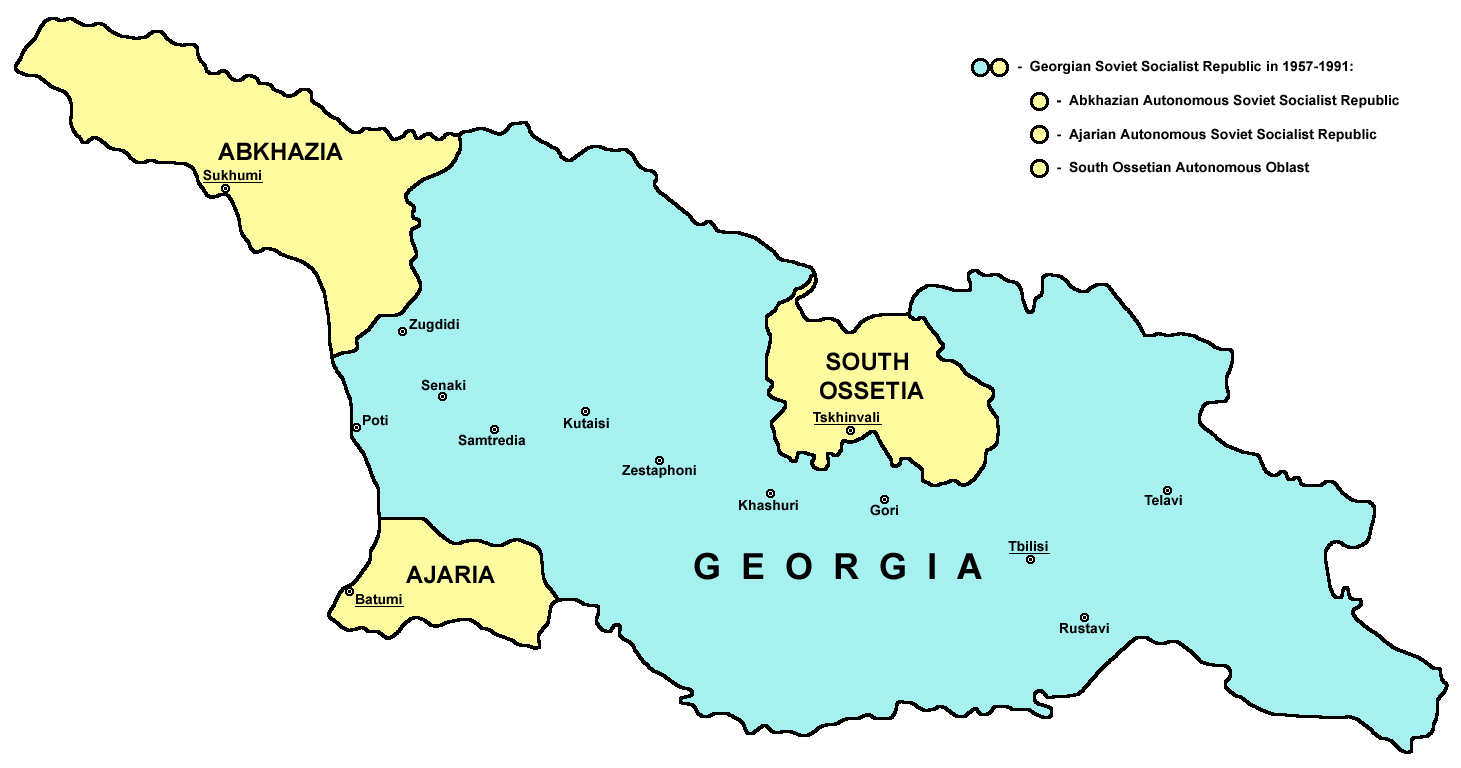

## أعلام
- نيكولوز إيزوريا